# Theridion chonetum
Theridion chonetum är en spindelart som beskrevs av Zhu 1998. Theridion chonetum ingår i släktet Theridion och familjen klotspindlar. Inga underarter finns listade i Catalogue of Life.